# Heřmánky (nádraží)
Heřmánky jsou dopravna D3, která se nachází severozápadně (směrem ke Klokočůvku) od zástavby obce Heřmánky v okrese Nový Jičín. Dopravna leží v km 17,878 jednokolejné Suchdol nad Odrou – Budišov nad Budišovkou mezi dopravnami Odry a Vítkov.

## Historie

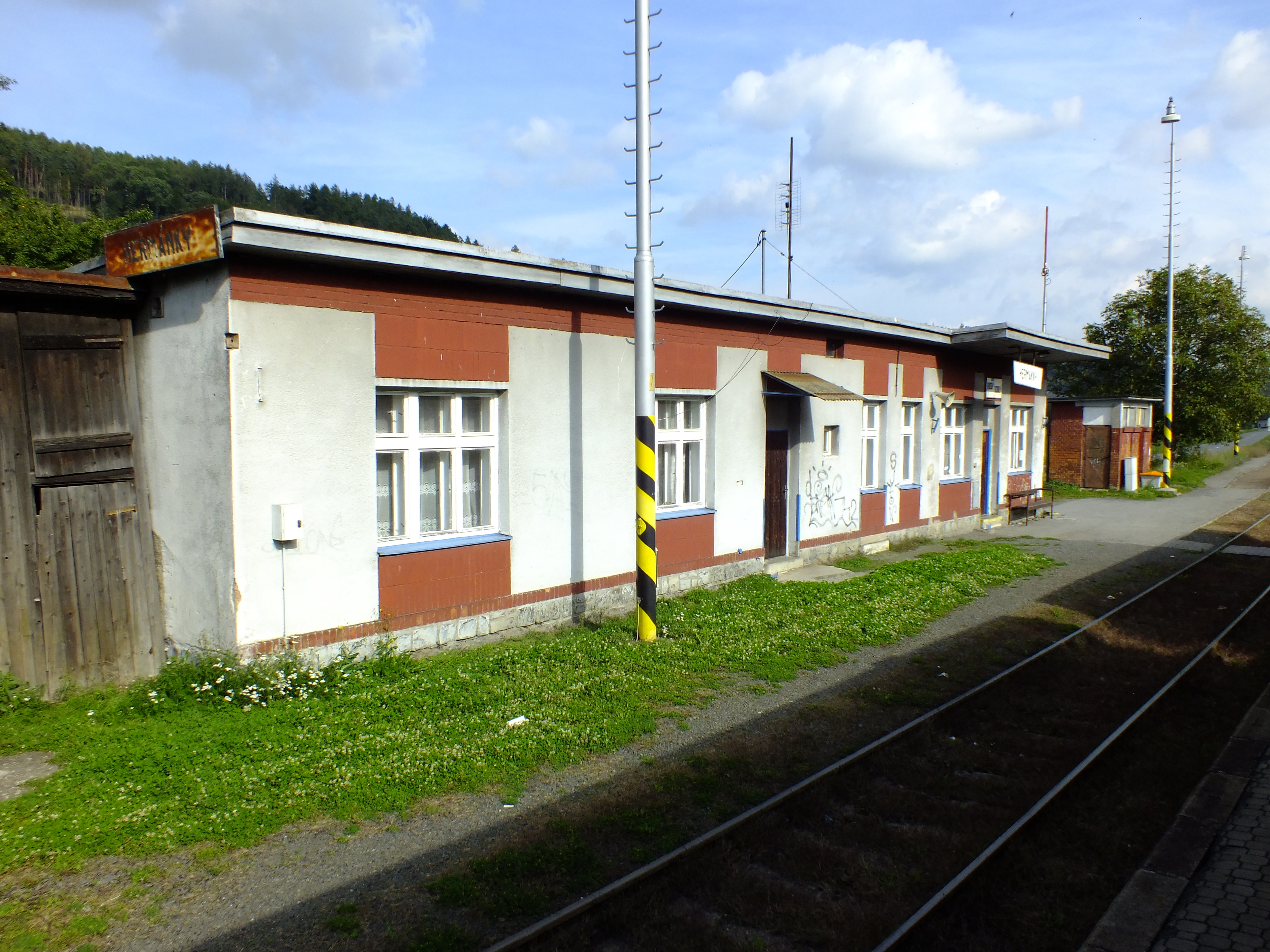
Budova nádraží v roce 2014

Zastávka s tehdejším německým názvem Klein Hermsdorf byla přímo u obce dána do provozu 15. října 1891, tedy současně se zprovozněním tratě, na které leží. V zastávce, která byla u horního konce Heřmánek, byla jen dřevěná bouda pro cestující.
V roce 1936 byla vydáno povolení pro stavbu nové výhybny v dnešní poloze dopravny Heřmánky, která měla rozdělit dlouhý a sklonově náročný úsek Odry – Vítkov. Nakonec však byla výhybna zprovopzněna až v období 2. světové války, i když podle některých zdrojů byla včetně budovy postavena už v roce 1936. Nově vybudované nádraží nahradilo zastávku v obci a prodloužilo tak docházkovou vzdálenost obyvatel Heřmánek na vlak.

## Popis dopravny
Dopravna D3 Heřmánky je řízena dirigujícím dispečerem, který sídlí ve stanici Suchdol nad Odrou. Dopravna je ohraničena lichoběžníkovými tabulkami umístěnými v km 17,535 (od Oder) a 18,136.

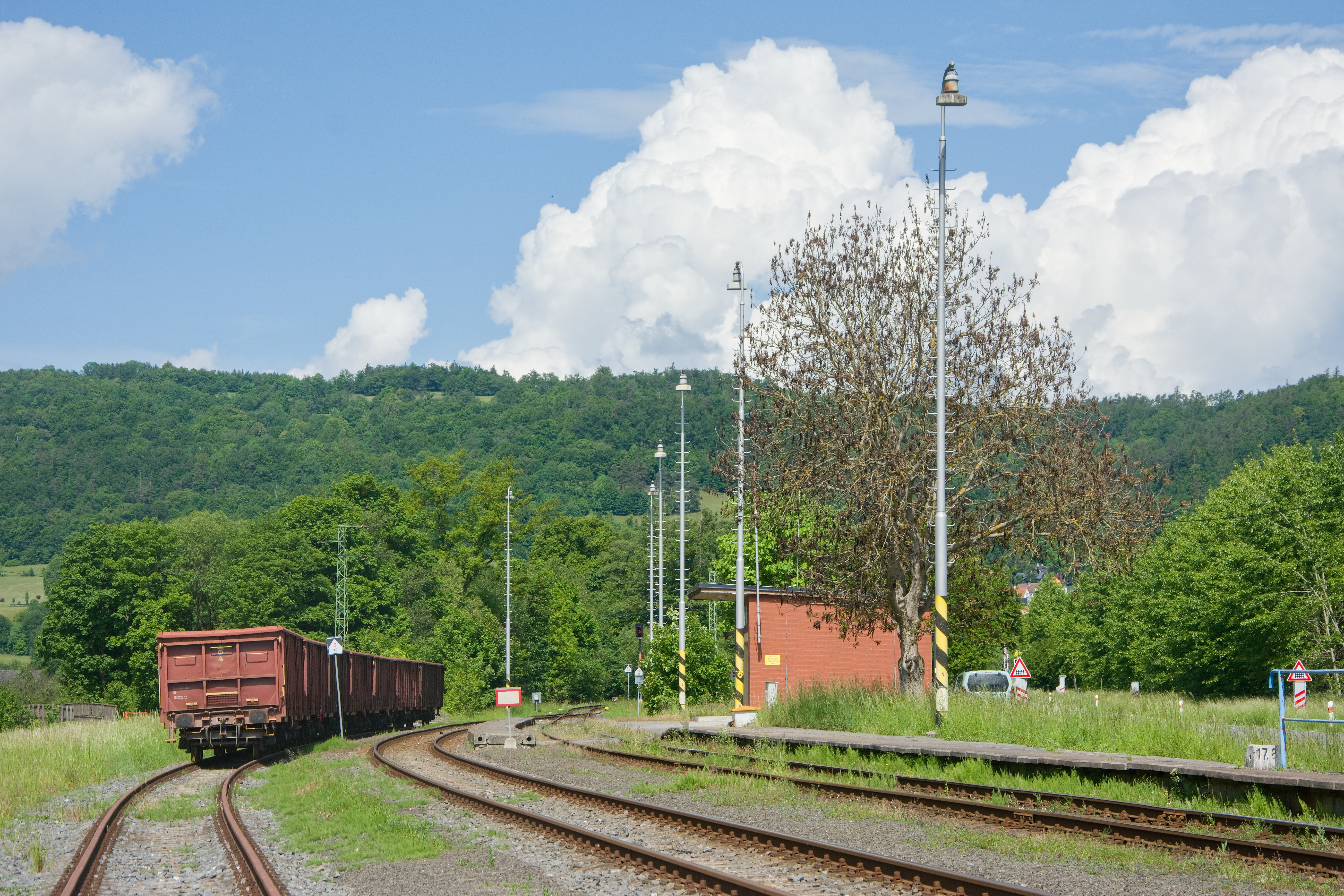
Celkový pohled na dopravnu a nástupiště

V dopravně se nacházejí dvě dopravní koleje: č. 1 (u budovy) a č. 3. Dále je v dopravně kusá manipulační kolej č. 5, zapojená do koleje č. 3 na oderském zhlaví. Na obou zhlavích jsou samovratné výhybky, takže vlaky od Vítkova vjíždějí na kolej č. 3, od Oder na kolej č. 1. V prostorovém oddíle Odry – Heřmánky jsou do širé trati zapojeny dvě vlečky: Eurovia Jakubčovice (zaústěna u zastávky Jakubčovice nad Odrou výhybkami v km 14,490 a 15,207) a Opavská lesní - Heřmánky (zaústěna výhybkami v km 16,692 a 16,982).
Na zhlavích dopravny jsou umístěna světelná krycí návěstidla (SkO směr Odry a LkV směr Vítkov), které ovládá strojvedoucí vlaku pomocí dálkového ovladače nebo z ovládací skříňky umístěné ve služební místnosti dopravny. Návěst „Volno“ informuje strojvedoucího, že všechny přejezdy v prostorovém oddíle za návěstidlem jsou v bezporuchovém a bezanulačním stavu. Přímo v dopravně se nacházejí dva přejezdy: P6724 na oderském záhlaví a P6725 na vítkovském záhlaví. Zatímco přejezd P6724 v km 17,582 je vybaven jen výstražnými kříži, přejezd P6725 v km 18,131 je zabezpečen světelným přejezdovým zabezpečovacím zařízením se závorami, neboť se jedná o křížení se silnicí II/442.

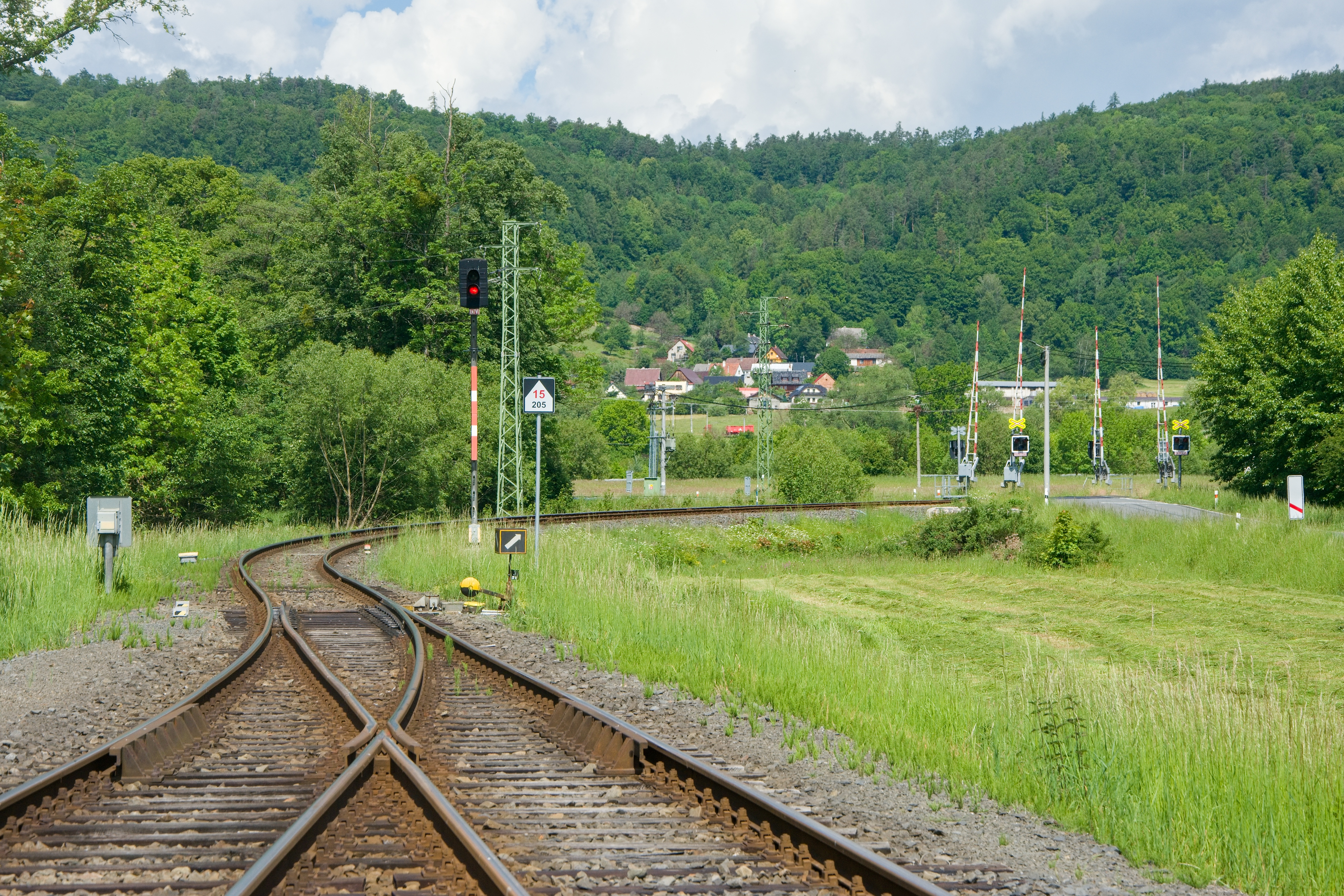
Vítkovské zhlaví s krycím návěstidlem, vpravo v pozadí přejezd P6725

U obou dopravních kolejích jsou zřízena nástupiště s pevnou hranou o délce 72 m. U koleje č. 1 je vnější jednostranné nástupiště s nástupní hranou ve výšce 300 mm nad temenem kolejnice, u koleje č. 3 je vnitřní jednostranné nástupiště (s přechodem přes kolej č. 1) s nástupní hranou ve výšce 250 mm. Cestující jsou o jízdách vlaků informováni pomocí rozhlasu, který ovládá dirigující dispečer. Cestujícím je k dispozici krytá čekárna.